# Oenothera scabra
Oenothera scabra är en dunörtsväxtart som beskrevs av Johann Wilhelm Krause. Oenothera scabra ingår i släktet nattljussläktet, och familjen dunörtsväxter. Inga underarter finns listade i Catalogue of Life.